# Saint-Ouen-du-Tilleul
Saint-Ouen-du-Tilleul là một xã của tỉnh Eure, thuộc vùng Normandie, miền bắc nước Pháp.